# Juan Raúl Marticorena
Juan Raúl Marticorena Pérez (Jesús María, 14 de agosto de 1987) es un abogado y político peruano. Es el actual alcalde del distrito de Lurín, desde el 1 de enero del 2023.

## Biografía
Nació en el distrito de Jesús María, en la ciudad de Lima, el 14 de agosto de 1987. Es hijo del difunto exalcalde del distrito de Lurín, Jorge Marticorena Cuba.
Es egresado de la Universidad de San Martín de Porres donde estudió la carrera de Derecho y también de la Universidad Inca Garcilaso de la Vega como bachiller en Relaciones Internacionales. Cuenta también con un estudio postgrado de la Pontificia Universidad Católica del Perú.
Laboró en el Congreso de la República desde 2012 hasta 2014.

## Carrera política
Se inició en la política cuando postuló como regidor de la Municipalidad de Lima por el Partido Aprista Peruano en las elecciones municipales del 2014, donde luego fue elegido para el periodo municipal 2015-2018.
Postuló al Congreso de la República por Somos Perú en 2020 sin tener éxito.

### Alcalde de Lurín
En las elecciones municipales del 2022, postuló a la alcaldía del distrito de Lurín por el partido Alianza para el Progreso. Finalmente, Marticorena resultó elegido como el nuevo alcalde de Lurín, sucediendo a su padre quien falleció tras ser víctima de la COVID-19, para el periodo municipal 2023 - 2026.